# You Can't Keep a Good Band Down
You Can't Keep a Good Band Down är ett album av det svenska punkrockbandet Randy, utgivet 1998. Skivan utgavs ursprungligen på CD av Ampersand Records och senare samma år på CD av spanska Locomotive Music och på LP på brittiska Rugger Bugger Discs. LP-utgåvan var limiterad till 1 000 exemplar. 2002 utkom skivan i en nyutgåva med två extralåtar på Burning Heart Records.

## Låtlista
Alla låtar är skrivna av Randy.
1. "Holy Shit" - 0:55
2. "Little Toulouse" - 3:10
3. "The Exorcist" - 2:25
4. "Me and the Boys" - 3:15
5. "Epidemic Ignorance" - 3:18
6. "Superstar" - 2:18
7. "Step Out Side" - 1:45
8. "Randy I Don't Need You" - 3:24
9. "They Fear Us" - 2:40
10. "You Are What You Fight For" - 2:45
11. "Powergame" - 2:32
12. "Now and Forever" - 2:50
13. "Working Class Radio" - 3:27

### 2002 års utgåva
1. "Holy Shit" - 0:55
2. "Little Toulouse" - 3:10
3. "The Exorcist" - 2:25
4. "Me and the Boys" - 3:15
5. "Epidemic Ignorance" - 3:18
6. "Superstar" - 2:18
7. "Step Out Side" - 1:45
8. "Randy I Don't Need You" - 3:24
9. "They Fear Us" - 2:40
10. "You Are What You Fight For" - 2:45
11. "Powergame" - 2:32
12. "Now and Forever" - 2:50
13. "Working Class Radio" - 3:27
14. "Out of Nothing Comes Nothing" - 3:39
15. "Fucked Up World" - 1:38

## Personal
- Amanda Mediant - fotografi
- Annika Bergvall - fotografi
- Fredrik Granberg - trummor
- Jejo Perković - producent, trummor på "Randy I Don't Need You"
- Johan Brännström - gitarr, bakgrundssång
- Johan Gustavsson - bas
- Jonas Berglund - formgivning
- Nicklas Lundquist - fotografi
- Pelle Gunnerfeldt - mixning, inspelning
- Pelle Henricsson - mastering
- Per Nordmark - maracas
- Stefan Granberg - gitarr, sång, formgivning
- Ulf Nyberg - fotografi

## Mottagande
Punknews.org gav skivan betyget 4,5 av 5.

### Fotnoter
1. ↑  ”You Can't Keep a Good Band Down”. Discogs.com. http://www.discogs.com/Randy-You-Cant-Keep-A-Good-Band-Down/release/1378520. Läst 23 januari 2012.
2. ↑  ”Randy”. Punknews.org. 13 augusti 2002. http://www.punknews.org/review/1136. Läst 23 januari 2012.